# Leesburg (Kentucky)
Leesburg es un área no incorporada del condado de Harrison, Kentucky, Estados Unidos. Linda con las ciudades de Centerville, Oxford, París, Cynthiana, y Georgetown.

## Historia
En el siglo XIX Leesburg tenía un hotel y seis tiendas. Una oficina de correos estuvo operativa en Leesburg desde 1817 hasta 1917.